# Tradimento (film 1982)
Tradimento è un film italiano del 1982, diretto da Alfonso Brescia.  

## Trama
Gennaro La Monica è un venditore abusivo di brodo di polpo, ed è sposato con Carmela, che gestisce un chiosco di bibite. I due hanno una figlia, Titina, e vivono con la madre di Gennaro, Assunta, e la cognata Rosalia, sorella di Carmela. La famiglia tirerebbe avanti, ma Gennaro si ribella agli strozzini, che chiedono il pizzo sul suo commercio. 
Intanto Nino Esposito, un piccolo scippatore, si innamora della cognata Rosalia, ma Gennaro chiede al giovane di stare lontano dalla ragazza. Invece Titina vuole molto bene a Nino, e trova che formi una bella coppia insieme a sua zia Rosalia. 
Intanto Carmela si rivolge a un losco avvocato, che tenta di stuprarla e nella colluttazione le strappa un pezzo di vestito. 
Gennaro si batte con il capo degli strozzini, Pasquale Ruotolo, che per ripicca mostra a Gennaro il pezzo del vestito della moglie alludendo al tradimento di codesta con l'avvocato. Gennaro reagisce allo sfottò e finisce prima in prigione per poi essere assolto. Caccia dunque la moglie, ritenendola infedele.
Il finale è lieto: tutti i problemi - sia sentimentali, sia lavorativi - si risolvono e la sua sorellina Rosalia si fidanza con Nino, che si trova un lavoro onesto.

## Colonna sonora

### Tracce
- Acquarello napoletano (Benedetto - Bonagura) – cantata da Mario Merola
- Ndringhete ndrà (Cinquegrana - De Gregorio) – cantata da Mario Merola
- Tradimento (Alfieri - Palomba) – cantata da Mario Merola
- Ballammo (V. Annona - De Paolis - D'Angelo) – cantata da Nino D'Angelo
- Che si pè me (R. Fiore - De Paolis - D'Angelo) – cantata da Nino D'Angelo

## Curiosità
- Dopo i titoli di coda, appare una scritta «Mario Merola, Nino D'Angelo e Ida Di Benedetto, vi danno appuntamento a Natale su tutti gli schermi con il loro nuovo capolavoro»: Giuramento.

## Accoglienza

### Incassi
Il film si è classificato al 95º posto tra i primi 100 film di maggior incasso della stagione cinematografica italiana 1982-1983.